# Clerget-Blin
Société Clerget-Blin et Cie (рус. Клерже) — французская компания, существовавшая с 1913 по 1947 год, производитель авиационных двигателей.

## История
Компания была основана в 1913 году инженером-изобретателем Пьером Клерже и промышленником Эженом Бленом. В 1939 вошла в состав т. н. «Группы разработки дизельных двигателей» (рус. GEHL; Groupe d'étude des moteurs à huile lourde), в 1947 году поглощённой компанией SNECMA.

## Продукция
Кроме производства во Франции, лицензионный выпуск ротативных двигателей конструкции Клерже в годы Первой мировой войны был также налажен в Великобритании на заводах компаний Gwynnes Limited, Ruston Proctor и Gordon Watney.

### Ротативные двигатели

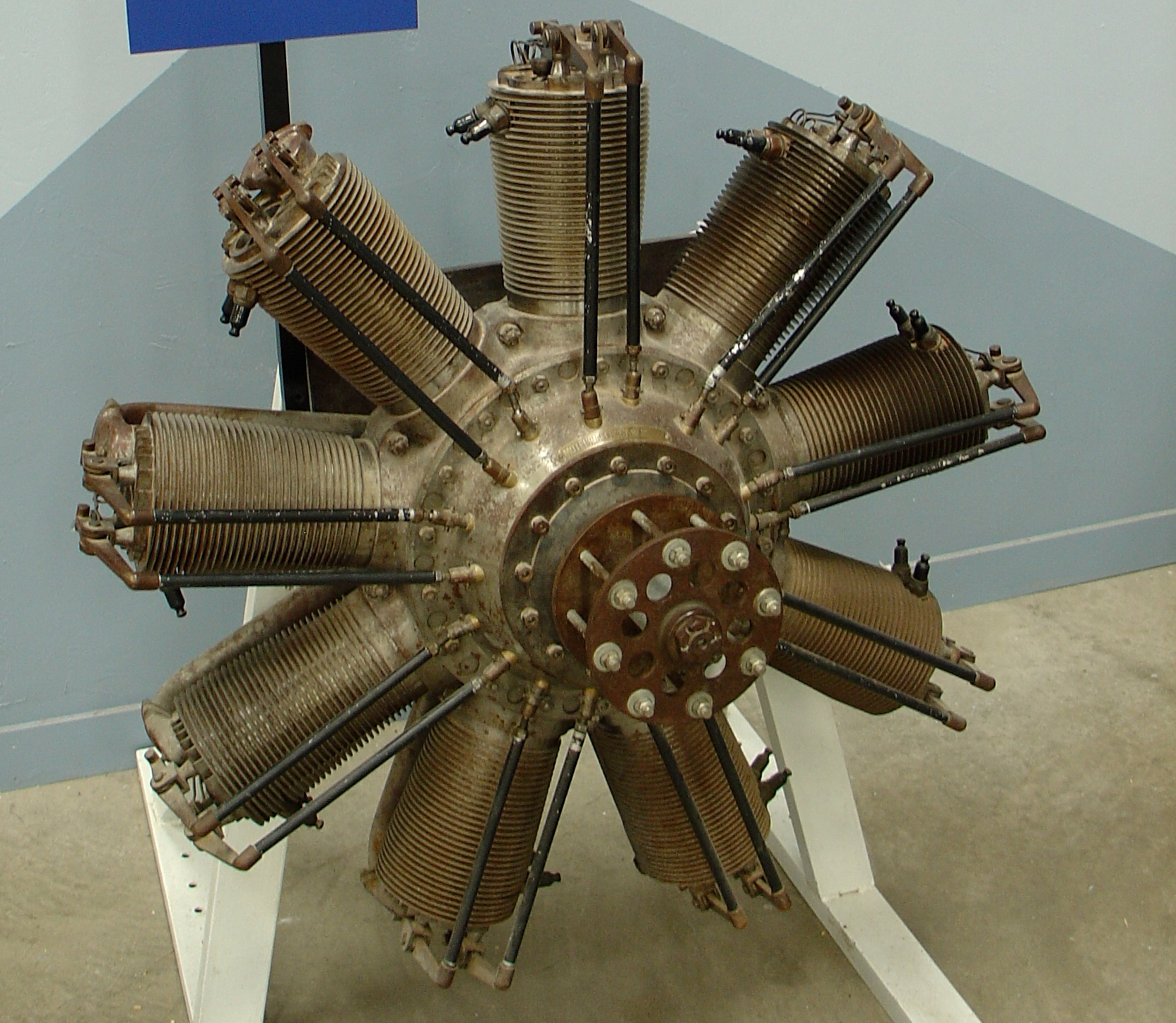
Ротативный двигатель Clerget 9B

- Clerget 7Y, 1913, 7-цил. звездообразный, 60 л.с;
- en:Clerget 7Z, 1913, 7-цил. звездообразный, 80 л.с, (макс. 85 л.с при 1200 об/мин), вес 106 кг.
- Clerget 9A, 1913, 9-цил. звездообразный, 110 л.с;
- en:Clerget 9B, 1915, 9-цил. звездообразный,, 130 л.с, (макс. 135 л.с при 1250 об/мин), вес 173 kg.
- Clerget 9Bf, 9-цил. звездообразный, 140 л.с, (макс. 153 л.с при 1250 об/мин), вес 173 кг.
- Clerget 9Z;
- Clerget 11Eb;

### X-образные двигатели
- Clerget 16X (экспериментальный)[2]

### Звездообразныедизельные двигатели

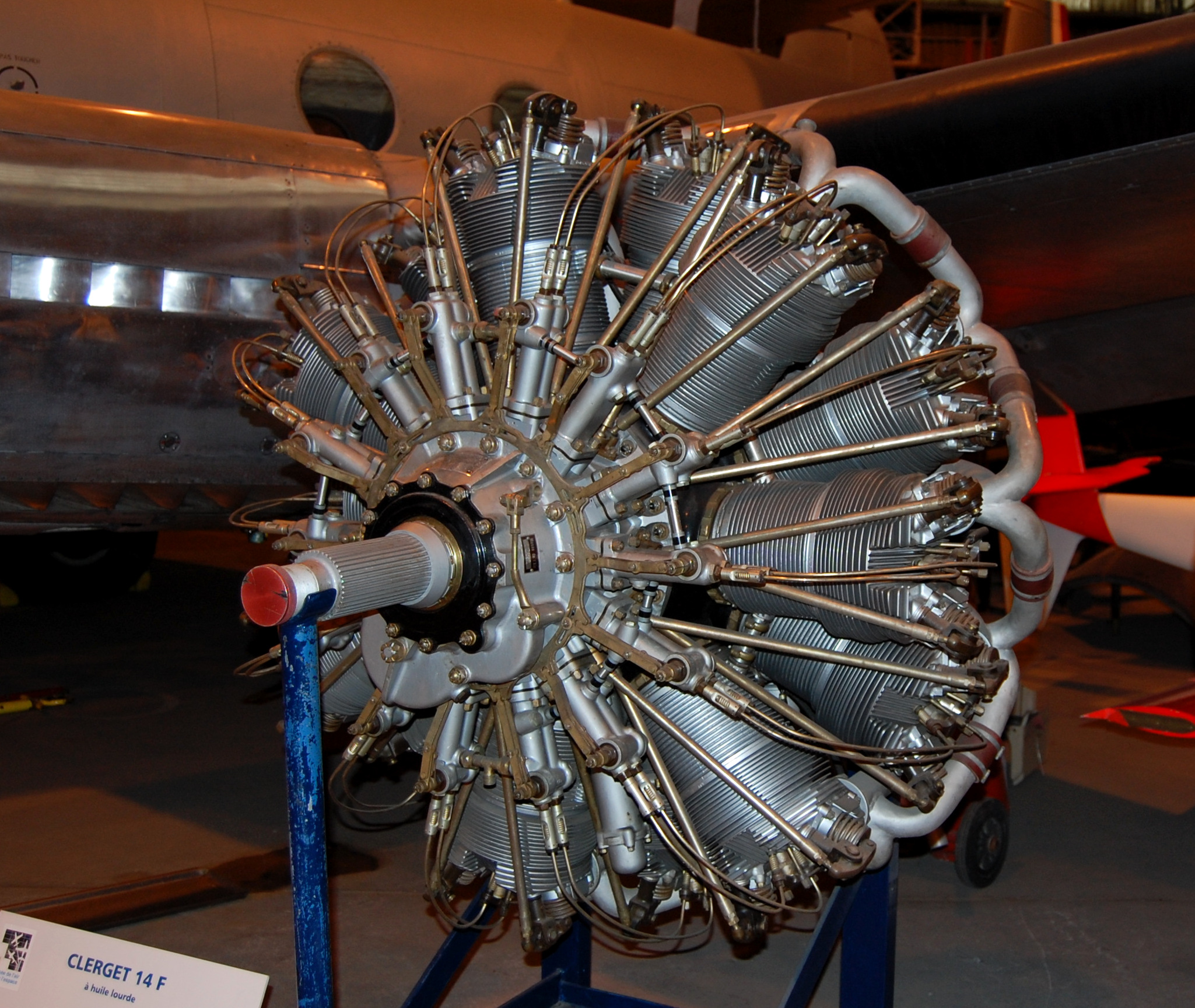
Дизельный двигатель Clerget 14F

- Clerget 9A
- Clerget 14E и 14F.

### ДизельныеН-образные двигатели
- Clerget Type Transatlantique.